# غيدقة
الغيدقة أو حيَّة الماء (الاسم العلمي: Hydrophis) هي جنس من الزواحف تتبع الفصيلة العرابيد من رتبة الحرشفيات.

## أنواع الغيدقة
- غيدقة سوداء الرأس
- غيدقة أنيقة
- غيدقة باسيفيكية
- غيدقة مخططة
- غيدقة حلزونية
- غيدقة داكنة
- غيدقة سيمبرية
- غيدقة صغيرة الرأس
- غيدقة منمقة
- غيدقة مطوقة
- غيدقة زرقاء